# Rental Magica

Copertina del primo volume dell'edizione italiana, raffigurante i protagonisti Itsuki (in primo piano) e Honami (in secondo piano)

Rental Magica (レンタルマギカ?, Rentaru Magika) è una serie di light novel scritta da Makoto Sanda e illustrata da pako, pubblicata dalla Kadokawa Shoten. È stata adattata in due serie di manga, uno shōnen ed uno shōjo, entrambe pubblicate dalla Kadokawa Shoten ed una serie televisiva anime di 24 episodi, andati in onda in Giappone fra il 7 ottobre 2007 ed il 23 marzo 2008.

## Trama
In seguito alla misteriosa sparizione di suo padre, il giovane ed inesperto Itsuki Iba si vede costretto a prendere la guida dell'azienda di famiglia, la Astral. La Astral è una società di consegne magica, che si occupa di inviare maghi o creature magiche a chiunque faccia richiesta di un aiuto magico. Tuttavia Itsuki, a differenza del padre, oltre a non essere dotato di alcun potere magico, è anche una persona pavida e ciò lo pone in cattiva luce con i dipendenti della Astral. Oltre che con i propri dipendenti, Itsuki dovrà vedersela anche con coloro che minacciano l'attività di famiglia.

## Personaggi
Itsuki Iba (伊庭 いつき?, Iba Itsuki)
Doppiato da: Jun Fukuyama
Itsuki è il secondo presidente della Astral, che ha ereditato il titolo dopo la misteriosa scomparsa del primo presidente, suo padre Tsukasa Iba. È di carattere mite e gentile. Itsuki possiede Glam Sight (妖精眼? lett. "occhio fatato") nel suo occhio destro, che gli permette di individuare le magie, di controllare le onde magiche e di guardare all'interno delle memorie altrui. Tuttavia l'utilizzo del Glam Sight è molto doloroso per Itsuki, che non ha mai praticato alcun allenamento magico. Inoltre l'utilizzo del Glam Sight modifica momentaneamente il carattere di Itsuki, rendendolo determinato e dominante. Il Glam Sight è il risultato di una maledizione che ha colpito Itsuki quando era bambino. Al di là del Glam Sight, Itsuki non ha alcun talento nella magia.
Honami Takase Ambler (穂波・高瀬・アンブラー?, Honami Takase Anburā)
Doppiata da: Kana Ueda
Impiegata della Astral, esperta in stregoneria e magia celtica, Honami è la segretaria "non ufficiale" di Itsuki e la sua tutrice per ciò che concerne gli "affari magici". Nipote del fondatore della Astral, Hazel Ambler ed amica di infanzia di Itsuki, per il quale nutre un profondo sentimento. Come lavoro part time, Honami predice la fortuna e scriva una rubrica per una rivista. È inoltre conosciuta per essere del tutto negata nell'utilizzo di qualunque tecnologia e per essere particolarmente disordinata. La potenza della magia di Honami è dipendente dalle fasi lunari. La luna piena, per esempio, è in grado di donarle il suo potere massimo possibile.
Mikan Katsuragi (葛城 みかん?, Katsuragi Mikan)
Doppiata da: Rie Kugimiya
Giovanissima impiegata della Astral e specialista shinto, Mikan è il più giovane membro della famiglia Katsuragi, antica e rinomata dinastia di sacerdoti shinto, giunta alla Astral dopo essere scappata di casa, per distinguersi da sua sorella maggiore Kaori. Data la sua giovane età, è considerata da tutti i colleghi come una mascotte ed una sorella minore all'interno dell'azienda. Come lavoro part time, Mikan scrive incantesimi e conduce cerimonie. È inoltre una studentessa al terzo anno delle scuole primarie.
Ren Nekoyashiki (猫屋敷 蓮?, Nekoyashiki Ren)
Doppiato da: Junichi Suwabe
Direttore esecutivo della Astral ed esperto di Onmyoudou, Nekoyashiki è un onmyouji che ama i gatti ed è l'unico membro della Astral, a cui gli altri si rivolgono con tono formale. Utilizza i quattro gatti Shikigami, o Shikineko, Seiryu (青龍? lett. "Drago azzurro dell'est") , Byakko (白虎? lett. "Tigre bianca dell'ovest"), Suzaku (朱雀? lett. "Uccello rosso del sud") e Genbu (玄武? lett. "Tartaruga nera del nord") per le sue magie, benché non siano strettamente necessari durante le battaglie. Nekoyashiki, è il membro più giovane della prima generazione della Astral, oltre che l'unico impiegato ad essere rimasto a lavorare a tempo pieno. Come lavoro part time Nekoyashiki scrive per una rivista, e prima di essere assunto per la Astral aveva collezionato numerosi lavori in aziende simili. Ha approssimativamente trenta anni.
Manami Kuroha (黒羽 まなみ?, Kuroha Manami)
Doppiata da: Shizuka Itō
Ultima apprendista della Astral, ed unico impiegato fantasma, Kuroha non ricorda nulla della sua esistenza prima della morte, al di fuori del proprio nome. Kuroha è in grado di modificare il proprio aspetto a proprio piacimento, ma in modo comico, e dal sedicesimo episodio in avanti, stabilizza il proprio aspetto in quello di una cameriera. Le magie di Kuroha consistono nel poltergeist e nell'apporto (顕現現象?, kengen genshō), con cui è in grado di cambiare parte del proprio corpo etereo in materia fisica. All'interno della Astral, Manami si occupa delle pulizie e di servire il tè. Con il progredire della serie si innamorerà di Itsuki.
Adelicia Lenn Mathers (アディリシア・レン・メイザース?, Adirishia Ren Meizāsu)
Doppiata: da Mikako Takahashi
Leader della società magica Goetia, concorrente della Astral, e discendente di re Salomone, Adelicia pratica la magia di Salomone ed è in grado di invocare e comandare demoni dell'Ars Goetia, che riflettono la sua personalità e sono dotati di notevole potenza. Adelicia è rivale diretta di Honami, con la quale compete direttamente per un prestigioso posto presso l'"Accademia", un'importante scuola di magia che si trova in Inghilterra. Adelicia non è ben vista dall'associazione che gestisce Goetia, dato che è la più giovane leader della storia di Goetia, posto ereditato da suo padre Oswald Lenn Mathers. Adelicia è segretamente innamorata di Itsuki, di cui però critica l'incapacità nell'utilizzo della magia. Uno dei suoi principali limiti è l'incapacità di cucinare.

## Media

### Light novel
La serie di light novel è stata scritta da Makoto Sanda, illustrata da pako e pubblicata per un totale di ventiquattro volumi usciti tra il 31 agosto 2004 ed il 30 marzo 2013.
| Nº | Titolo italiano (traduzione letterale) Giapponese 「Kanji」 - Rōmaji                                     | Data di prima pubblicazione              | Data di prima pubblicazione |
| Nº | Titolo italiano (traduzione letterale) Giapponese 「Kanji」 - Rōmaji                                     | Giapponese                               |                             |
| 1  | ~ Prestare un mago! 「～魔法使い、貸します!」 - ~ Mahōtsukai, kashimasu!                                 | 31 agosto 2004 ISBN 978-4-04-424906-9    |                             |
| 2  | Mago contro alchimista! 「魔法使いV.S.錬金術師!」 - Mahōtsukai V.S. renkinjutsu-shi!                     | 31 marzo 2005 ISBN 978-4-04-424907-6     |                             |
| 3  | I maghi si radunano! 「魔法使い、集う!」 - Mahōtsukai, tsudou!                                           | 30 luglio 2005 ISBN 978-4-04-424908-3    |                             |
| 4  | Drago e mago 「竜と魔法使い」 - Ryū to mahōtsukai                                                        | 30 novembre 2005 ISBN 978-4-04-424910-6  |                             |
| 5  | Il destino del mago! 「魔法使いの宿命!」 - Mahōtsukai no shukumei!                                       | 28 dicembre 2005 ISBN 978-4-04-424909-0  |                             |
| 6  | Il mago si sta allenando! 「魔法使い、修行中!」 - Mahōtsukai, shugyō-chū!                                | 30 giugno 2006 ISBN 978-4-04-424911-3    |                             |
| 7  | Il festival dei demoni e dei maghi (1) 「鬼の祭りと魔法使い(上)」 - Oni no matsuri to mahōtsukai (ue)    | 31 ottobre 2006 ISBN 978-4-04-424912-0   |                             |
| 8  | Il festival dei demoni e dei maghi (2) 「鬼の祭りと魔法使い(下)」 - Oni no matsuri to mahōtsukai (shita) | 30 novembre 2006 ISBN 978-4-04-424913-7  |                             |
| 9  | Il compagno di classe del mago 「魔法使いのクラスメイト」 - Mahōtsukai no kurasumeito                    | 28 dicembre 2006 ISBN 978-4-04-424914-4  |                             |
| 10 | Vampiro contro mago! 「吸血鬼V.S.魔法使い!」 - Kyūketsuki V.S. mahōtsukai!                               | 30 giugno 2007 ISBN 978-4-04-424915-1    |                             |
| 11 | Strega maga 「妖都の魔法使い」 - Yōto no mahōtsukai                                                      | 29 settembre 2007 ISBN 978-4-04-424916-8 |                             |
| 12 | Libro magico 「魔導書大全」 - Madōsho taizen                                                             | 30 novembre 2007 ISBN 978-4-04-424917-5  |                             |
| 13 | Il ricordo del mago 「魔法使いの記憶」 - Mahōtsukai no kioku                                             | 28 dicembre 2007 ISBN 978-4-04-424918-2  |                             |
| 14 | Il mago dei vecchi tempi 「ありし日の魔法使い」 - Arishi hi no mahōtsukai                                | 29 marzo 2008 ISBN 978-4-04-424919-9     |                             |
| 15 | La sorella del mago 「魔法使いの妹」 - Mahōtsukai no imōto                                               | 1º agosto 2008 ISBN 978-4-04-424920-5    |                             |
| 16 | La strega della vecchia città 「旧き都の魔法使い」 - Furuki-to no mahōtsukai                             | 28 febbraio 2009 ISBN 978-4-04-424921-2  |                             |
| 17 | Il drago morente e il drago 「滅びし竜と魔法使い」 - Horobishi ryū to mahōtsukai                         | 30 giugno 2009 ISBN 978-4-04-424922-9    |                             |
| 18 | Il cavaliere d'argento e il mago 「銀の騎士と魔法使い」 - Gin no kishi to mahōtsukai                     | 30 gennaio 2010 ISBN 978-4-04-424923-6   |                             |
| 19 | Mago bianco 「白の魔法使い」 - Shiro no mahōtsukai                                                       | 30 giugno 2010 ISBN 978-4-04-424924-3    |                             |
| 20 | La sorella del mago di nuovo 「魔法使いの妹、再び」 - Mahōtsukai no imōto, futatabi                      | 29 gennaio 2011 ISBN 978-4-04-424925-0   |                             |
| 21 | I maghi della lotta 「争乱の魔法使いたち」 - Sōran no mahōtsukai-tachi                                   | 30 luglio 2011 ISBN 978-4-04-424927-4    |                             |
| 22 | I maghi della linea morta 「死線の魔法使いたち」 - Shisen no mahōtsukai-tachi                            | 31 gennaio 2012 ISBN 978-4-04-424926-7   |                             |
| 23 | Gli ultimi maghi 「最後の魔法使いたち」 - Saigo no mahōtsukai-tachi                                      | 31 luglio 2012 ISBN 978-4-04-100396-1    |                             |
| 24 | I maghi del futuro 「未来の魔法使いたち」 - Mirai no mahōtsukai-tachi                                    | 30 marzo 2013 ISBN 978-4-04-100758-7     |                             |

### Manga
Un adattamento manga scritto da Makoto Sanda e disegnato da Akiho Nariyama è stato serializzato dal 24 giugno 2006 al 24 luglio 2009 sulla rivista Asuka edita da Kadokawa Shoten. In seguito in vari capitoli sono stati raccolti in cinque volumi tankōbon usciti tra il 17 maggio 2007 ed il 24 agosto 2009.
Una seconda serie intitolata Rental Magica from SOLOMON è stata scritta sempre da Makoto Sanda e disegnata in quest'occasione da MAKOTO2, è stata serializzata dal 26 maggio 2007 al 26 marzo 2008 sulla testata Comp Ace edita anche questa da Kadokawa Shoten. I capitoli sono stati raccolti in due volumi tankōbon usciti tra il 24 ottobre 2007 ed il 24 aprile 2008.
In Italia sono state pubblicate entrambe le serie da GP Manga, la prima dal 24 aprile al 24 dicembre 2011 mentre la seconda dal 10 marzo al 12 maggio 2012.

#### Rental Magica
| Nº | Data di prima pubblicazione | Data di prima pubblicazione | Data di prima pubblicazione | Data di prima pubblicazione |
| Nº | Giapponese                  | Giapponese                  | Italiano                    | Italiano                    |
| -- | --------------------------- | --------------------------- | --------------------------- | --------------------------- |
| 1  | 17 maggio 2007              | ISBN 978-4-04-925044-2      | 24 aprile 2011              | ISBN 978-88-6468-414-7      |
| 2  | 17 ottobre 2007             | ISBN 978-4-04-925052-7      | 18 giugno 2011              | ISBN 978-88-6468-415-4      |
| 3  | 17 aprile 2008              | ISBN 978-4-04-925059-6      | 30 agosto 2011              | ISBN 978-88-6468-416-1      |
| 4  | 17 gennaio 2009             | ISBN 978-4-04-925066-4      | 30 novembre 2011            | ISBN 978-88-6468-417-8      |
| 5  | 24 agosto 2009              | ISBN 978-4-04-925069-5      | 24 dicembre 2011            | ISBN 978-88-6468-418-5      |

#### Rental Magica from SOLOMON

Copertina del primo volume dell'edizione italiana, raffigurante i protagonisti Ren e Itsuki

| Nº | Data di prima pubblicazione | Data di prima pubblicazione | Data di prima pubblicazione | Data di prima pubblicazione |
| Nº | Giapponese                  | Giapponese                  | Italiano                    | Italiano                    |
| -- | --------------------------- | --------------------------- | --------------------------- | --------------------------- |
| 1  | 24 ottobre 2007             | ISBN 978-4-04-713978-7      | 10 marzo 2012               | ISBN 978-88-6468-683-7      |
| 2  | 24 aprile 2008              | ISBN 978-4-04-715051-5      | 12 maggio 2012              | ISBN 978-88-6468-684-4      |

### Anime

Logo della serie anime

La serie televisiva di Rental Magica è stata mandata in onda non in ordine cronologico, il che significa che il primo episodio in realtà è ambientato in un momento successivo della serie. Si tratta di una tecnica narrativa già vista in precedenza ne La malinconia di Haruhi Suzumiya.

#### Episodi
| Nº serie | Nº cron. | Titolo italiano (traduzione letterale) Giapponese 「Kanji」 - Rōmaji                              | In onda          | In onda |
| Nº serie | Nº cron. | Titolo italiano (traduzione letterale) Giapponese 「Kanji」 - Rōmaji                              | Giapponese       |         |
| 1        | 6        | Maghi in prestito 「魔法使い、貸します」 - Mahōtsukai, kashi masu                                 | 7 ottobre 2007   |         |
| 2        | 1        | Il voto di una strega 「魔女の誓い」 - Majo no chikai                                             | 14 ottobre 2007  |         |
| 3        | 7        | La purificazione degli dei 「神々の禊ぎ」 - Kamigami no misogi                                    | 21 ottobre 2007  |         |
| 4        | 4        | Non sei solo 「ひとりじゃないから」 - Hitori ja nai kara                                          | 28 ottobre 2007  |         |
| 5        | 2        | Magi Night 「魔術の夜」 - Magi Naito                                                              | 4 novembre 2007  |         |
| 6        | 3        | Glamsight 「妖精眼」 - Guramu Saito                                                               | 11 novembre 2007 |         |
| 7        | 10       | Ragazza dai capelli rossi 「赤い髪の少女」 - Akai kami no shōjo                                   | 18 novembre 2007 |         |
| 8        | 8        | Terme magiche 「温泉魔法」 - Onsen mahō                                                           | 25 novembre 2007 |         |
| 9        | 11       | Il successore del padre 「父を継ぐ者」 - Chichi wo tsugumono                                      | 2 dicembre 2007  |         |
| 10       | 12       | Le lacrime dell'Homunculus 「ホムンクルスの涙」 - Homunkurusu no namida                           | 9 dicembre 2007  |         |
| 11       | 5        | Il fiore che fiorisce sui morti 「死者に咲く花」 - Shisha ni saku hana                            | 16 dicembre 2007 |         |
| 12       | 13       | Un requiem offerto alla vigilia di Natale 「聖夜に捧げるレクイエム」 - Seiya ni sasageru rekuiemu | 23 dicembre 2007 |         |
| 13       | 14       | Riti di iniziazione alla fede 「入信儀礼」 - Nyūshin girei                                        | 6 gennaio 2008   |         |
| 14       | 15       | Ricordi delle stelle 「星のキオク」 - Hoshi no kioku                                              | 13 gennaio 2008  |         |
| 15       | 9        | La leggenda della sirena 「人魚の伝説」 - Densetsu no ningyo                                      | 20 gennaio 2008  |         |
| 16       | 16       | Lancia rossa 「赤い槍」 - Akai yari                                                               | 27 gennaio 2008  |         |
| 17       | 17       | Ribellione demoniaca 「魔神の反乱」 - Mashin no hanran                                            | 3 febbraio 2008  |         |
| 18       | 18       | Il legame di Solomon 「ソロモンの絆」 - Soromon no kizuna                                         | 10 febbraio 2008 |         |
| 19       | 19       | La città natale del medium 「巫女の故郷」 - Fujo no kokyō                                         | 17 febbraio 2008 |         |
| 20       | 20       | Festival demoniaco 「鬼の祭り」 - Oni no matsuri                                                  | 24 febbraio 2008 |         |
| 21       | 24       | Vestito bianco e nero 「白と黒のドレス」 - Shiro to kuro no doresu                                | 2 marzo 2008     |         |
| 22       | 21       | Città dormiente 「眠れる街」 - Nemureru machi                                                     | 9 marzo 2008     |         |
| 23       | 22       | Changeling 「取り替え児」 - Chenjiringu                                                           | 16 marzo 2008    |         |
| 24       | 23       | Astral 「アストラル」 - Asutoraru                                                                 | 23 marzo 2008    |         |

#### Colonna sonora
Sigle di apertura
1. Sora ni saku (宇宙(そら)に咲く?) cantata da Lisa Komine
2. Faith cantata da Lisa Komine (ep. 7-12, 19-21 e 23)

Sigle di chiusura
1. Aruite ikou. (歩いていこう。?) cantata da Jungo Yoshida
2. Sora ni saku (宇宙(そら)に咲く?) cantata da Lisa Komine (ep. 1)
3. Aruite ikou. (Acapella Version) (歩いていこう。(アカペラVersion)?) cantata da Astral no Mina-san: Jun Fukuyama, Kana Ueda, Mikako Takahashi, Junichi Suwabe, Rie Kugamiya, Shizuka Itō (ep. 12 e 21)